# 자르디니에라

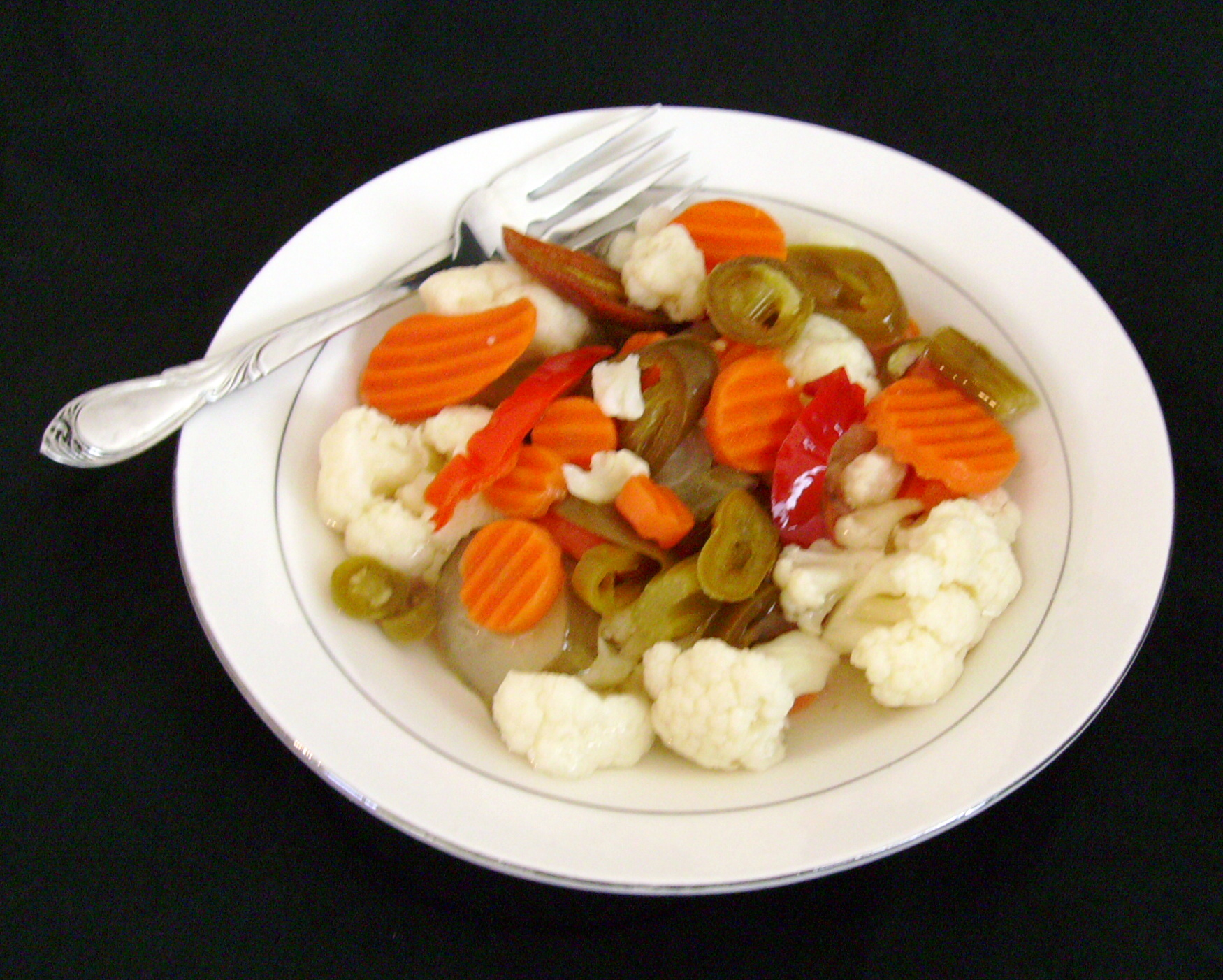

자르디니에라(이탈리아어: Giardiniera)는 채소를 식초나 기름에 절인 이탈리아 요리이다. 양파, 셀러리, 주키니호박, 홍당무, 꽃양배추 등으로 만든다.